# Observations d'ovnis au Canada
Vous trouverez ci-dessous une liste partielle des observations présumées d'objets volants non identifiés (ovnis) sur le territoire canadien.

## 1960: l'ovni de Clan Lake (Territoires du Nord-Ouest)
Le 22 juin 1960, deux campeurs arrivent par avion à Clan Lake. Vingt minutes après le départ de l'appareil, les deux voyageurs entendent un bruit retentissant, semblable à celui que ferait un avion. Comme le bruit augmente, les campeurs scrutent le ciel, mais ils ne voient rien. Quelques secondes plus tard, un objet tombe du ciel dans l'eau. Au moment de l'impact, il exécute un mouvement rotatif et asperge les alentours. Les deux hommes n'aperçoivent aucune trace de vapeur signalant que l'objet dégage de la chaleur. Selon le journaliste et ufologiste, Chris Rutkowski, les deux hommes avaient affirmé que l'objet mesurait environ un mètre et demi de largeur, et il en sort des rayons semblables à des bras. Au moment où il perd de la vitesse, une vague d'eau submerge les campeurs sur le rivage, puis l'objet coule. La GRC a enquêté mais n'a rien trouvé.

## 1967: l'incident de Falcon Lake (Manitoba)
Stefan Michalak avait affirmé avoir été brûlé par une soucoupe volante avec laquelle il aurait apparemment été en contact le 19 mai 1967 près de Falcon Lake (Manitoba). Les ufologues affirment que les images de Michalak à l'hôpital montraient une grille de marques de brûlures sur la poitrine et une grille similaire apparaît gravée sur son t-shirt. Les ufologues considèrent qu'il s'agit de l'un des récits d'ovni les plus circonstanciés du Canada.
Le sceptique Docteur Aaron Sakulich avait examiné le rapport présenté à la police par Michalak peu après l'incident, ainsi que d'autres indices, et a conclu que Michalak avait bien été brûlé, mais que les brûlures avaient probablement été causées par un accident causé par la consommation d'alcool. Michalak, qui prospectait à l'époque pour trouver du minerai d'argent près du lac, a probablement inventé l'histoire pour éloigner les autres prospecteurs. 
Deux livres ont été écrits sur le présumé événement de Falcon Lake : d'une part, en 2015, La rencontre des ovnis à Falcon Lake, de George Dudding, d'autre part, en 2017, Quand ils apparurent à Falcon Lake, 1967 : L'histoire intime d'une rencontre rapprochée, de Stan Michalak et Chris Rutkowski.
En avril 2018, la Monnaie royale canadienne a publié une pièce de monnaie en argent de 20 $ représentant l'événement présumé faisant partie de la série intitulée Phénomènes inexpliqués au Canada.

## 1967: l'incident de Shag Harbour (Nouvelle-Écosse)
Le 4 octobre 1967, six civils et des agents de la Gendarmerie royale du Canada (GRC) sont témoins d'une apparition aussi mystérieuse qu'incroyable. Les témoins disent avoir vu un objet long de 18 mètres se déplacer puis descendre vers l'eau à vive allure. L'impact fait entendre un clapotement au son clair. Plus tôt dans la soirée, des résidents avaient téléphoné à la GRC pour signaler l'écrasement d'un avion à Shag Harbour. Accourus au port, sur la berge, les agents locaux et ceux de la GRC aperçoivent un avion qui n'a rien d'un appareil classique. Durant un bref instant, une lumière unique et blanche apparaît à la surface de l'eau. Aidée des pêcheurs locaux et utilisant leurs bateaux, la GRC tente d'atteindre l'appareil avant qu'il sombre complètement.

## 1969: ovni à Prince George (Colombie-Britannique)
À Prince George, trois témoins indépendants ont signalés un objet rond et étrange dans le ciel de la fin de l'après-midi du jour de l'an de 1969. La sphère a émis une lumière jaune-orange et a semblé monter de 2 000 à 10 000 pieds.

## 1975-1976: sud du Manitoba
Entre 1975 et 1976, plusieurs objets volants non identifiés rougeoyants, parfois décrits comme « espiègles » ou « ludiques », auraient été aperçus dans le sud du Manitoba.

## 1978: ovni de Clarenville (Terre-Neuve-et-Labrador)
En octobre 1978, le gendarme Jim Blackwood, de la GRC, a vu une soucoupe volante survoler le port, près de la ville de Clarenville. Cela lui a été rapporté par les citoyens locaux. Quand il est arrivé sur les lieux, l'ovni était toujours présent et bien visible. Il avait une lunette de visée haute puissance spéciale qui avait été prêtée à l’époque pour une autre surveillance. L'engin est resté dans la région pendant environ une heure et demie. Lorsqu'il a allumé les phares de son croiseur de police, l'embarcation a semblé imiter les feux clignotants. Cela a fait la une des journaux à l'époque et a été diffusé sur les chaînes de télévision CBC et NTV à Terre-Neuve. L'engin a décollé comme une étoile filante haut dans le ciel et a disparu. Deux ans après l'incident, la BBC a réalisé un documentaire sur les observations d'ovnis et a inclus l'observation de Clarenville dans leur émission. Dans les années qui ont suivi, l'agent Blackwood s'est retiré dans sa maison natale à Stellarton, en Nouvelle-Écosse.

## 1986: observation de Munros Point (Nouvelle-Écosse)
Au début de la soirée du 20 janvier 1986, un couple voyageant en voiture sur une route rurale du Cap-Breton, en Nouvelle-Écosse, aperçoivent une lumière brillante apparaître et survoler directement leur voiture. Presque immédiatement, leur véhicule a perdu de la puissance. Après avoir regardé la lumière aveuglante pendant moins d'une minute, ils l'ont regardée accélérer rapidement pour s'éloigner d'eux, éclairant le sol sous l'objet lors de son départ.

## 1989: lumières de Marieville (Québec)
Le 20 novembre à 17 h 30, à Sainte-Marie-de-Monnoir (quartier rural de Marieville), plusieurs personnes entendirent un bruit semblable à un générateur électrique. Et soudains, des lumières étranges dans le ciel finissaient par apparaître. Deux jours après le phénomène, un cercle parfait a été trouvé à l'extérieur de la résidence de M. Jean Prigent, l'un des témoins de l'observation.

## 1990: phénomène aérien à Montréal (Québec)
La soirée du 7 novembre 1990, à Montréal, des témoins ont signalé un objet rond et métallique d'environ 540 mètres de diamètre au-dessus de la piscine sur le toit de l'hôtel Bonaventure. Les témoins oculaires ont vu 8 à 10 lumières formant un cercle au-dessus d’elles et émettant des rayons blancs et brillants. Le phénomène avait duré trois heures, de 19 h à 22 h, puis s'est lentement dirigé vers le nord. Bien que personne n'ait pu identifier les feux, quelques témoins, selon le rapport du lendemain dans La Presse, étaient prêts à exprimer leur conviction d'avoir eu la visite d'extraterrestres.

## 2006: ovni d'Ajax (Ontario)
Dans la journée du 7 mai 2006, un témoin aurait photographié un ovni au-dessus de la ville d'Ajax, dans la province de l'Ontario.

## 2010: incident d'Harbour Mille (Terre-Neuve-et-Labrador)
La nuit du 25 janvier 2010, il y avait eu plusieurs rapports d'observations d'ovnis à Harbour Mille , à Terre-Neuve-et-Labrador. La Gendarmerie royale du Canada avait initialement déclaré que les rapports étaient dus à un lancement de missile, mais avait par la suite retiré sa déclaration, et le bureau du Premier ministre avait déclaré que les ovnis n'étaient pas des missiles. Un autre rapport mineur sur cet incident est venu de Calgary où des garçons jouant au hockey ont rapporté avoir vu des objets similaires.

## 2014: ovnis de Kensington (Île-du-Prince-Édouard)
Alors qu'il éteignait un feu de joie dans la soirée du 4 juin 2014, John Sheppard avait été témoin de plusieurs lumières inhabituelles dans le ciel au-dessus du golfe du Saint-Laurent et ce dernier avait capté une vidéo des lumières pendant 22 minutes sur son téléphone portable. Après avoir signalé l'incident au MUFON et son enquête, concluant qu'il s'agissait d'une observation confirmée, CBC a couvert l'événement. Le lendemain, Radio-Canada a publié un article de suivi dans lequel une série d'explications alternatives pour l'événement avaient été présentées.

## 2014: observations à Toronto (Ontario)
Durant la dernière semaine du mois de juillet 2014, il y aurait eu plusieurs rapports de signalement d'ovnis au-dessus de la métropole ontarienne.

## 2016: ovni à Gatineau (Québec)
Durant la soirée du 24 mai 2016, un témoin aperçoit, au loin dans le ciel, un objet volant non identifié survolant la ville de Gatineau. Le témoin avait filmé l'observation et puis il l'a mise en ligne sur la chaîne youtube. La vidéo dure environs six minutes. 

## Résultats des enquêtes sur les ovnis au Canada
Selon le Canadian UFO Survey, publié par Ufology Research of Manitoba en 2002, Toronto avait enregistré le plus grand nombre d'observations (34), suivi de Vancouver (31) et de Terrace (Colombie-Britannique) avec 25 rapports.
Le 15 juillet 2018, un site de nouvelles canadiennes a mentionné une nouvelle étude menée par le groupement Ufology Research, anciennement Ufology Research of Manitoba, déclarant que plus de 1 101 observations d'ovnis ont été rapportées au Canada en 2017. De plus, le Québec a été la province canadienne qui aurait eu le plus d'observations d'ovnis durant l'année 2017 avec 518 cas signalés.